# To Leslie
To Leslie ist ein Filmdrama von Michael Morris, das im März 2022 beim South by Southwest Film Festival seine Premiere feierte und Anfang Oktober 2022 in die US-Kinos kam, die Europapremiere folgte dann im Oktober 2022 bei den Internationalen Hofer Filmtagen.

## Handlung
Leslie ist Mutter und lebt in Texas. Vor einigen Jahren gewann sie im Lotto 190.000 US-Dollar, doch nachdem sie das Geld verjubelt hat, muss sie ihr Zimmer in einem Motel räumen. Sie ist nun obdachlos.

## Produktion

### Filmstab, Besetzung und Dreharbeiten
Regie führte Michael Morris, während Ryan Binaco das Drehbuch schrieb. Es handelt sich nach der Regie bei Fernsehserien wie Smash, Tote Mädchen lügen nicht oder Brothers & Sisters um Morris’ Spielfilmdebüt.
Die Britin Andrea Riseborough spielt in der Titelrolle Leslie, Andre Royo den Motelbesitzer Royal, bei dem sie einen Job bekommt. Owen Teague spielt Leslies Sohn James, Tom Virtue und Lauren Letherer ihre Eltern Raymond und Helen. In weiteren Rollen sind Stephen Root als Dutch, Allison Janney als Nancy, James Landry Hébert als Pete und Marc Maron in der Rolle von Royals Partner Sweeney zu sehen.
Die Dreharbeiten fanden in Los Angeles statt. Als Kameramann fungierte Larkin Seiple, der zuletzt mit Dan Kwan und Daniel Scheinert an dem Science-Fiction-Drama Everything Everywhere All at Once arbeitete.

### Filmmusik und Veröffentlichung
Die Filmmusik steuerte die vor allem als Sängerin und Komponistin der Band 4 Non Blondes bekannte US-amerikanische Songwriterin Linda Perry bei. Das Soundtrack-Album mit insgesamt elf Musikstücken wurde kurz nach dem US-Kinostart als Download veröffentlicht. Darunter findet sich auch der von Perry geschriebene Song Angels Are Falling. Dieser wurde in der Filmversion, gesungen von Patty Griffin, bereits vorab als Single veröffentlicht.
Erste Vorstellungen des Films erfolgten ab dem 12. März 2022 beim South by Southwest Film Festival. Im Juni 2022 wurde er beim Nantucket Film Festival gezeigt. Der Kinostart in den USA erfolgte am 7. Oktober 2022. Am gleichen Tag wurde der Film als Video-on-Demand angeboten. Ende Oktober 2022 wird der Film bei den Hofer Filmtagen gezeigt. Im November 2022 soll To Leslie beim Festival Internacional de Cine de Gijón und beim Internationalen Filmfestival von Stockholm vorgestellt werden.

## Rezeption

### Kritiken

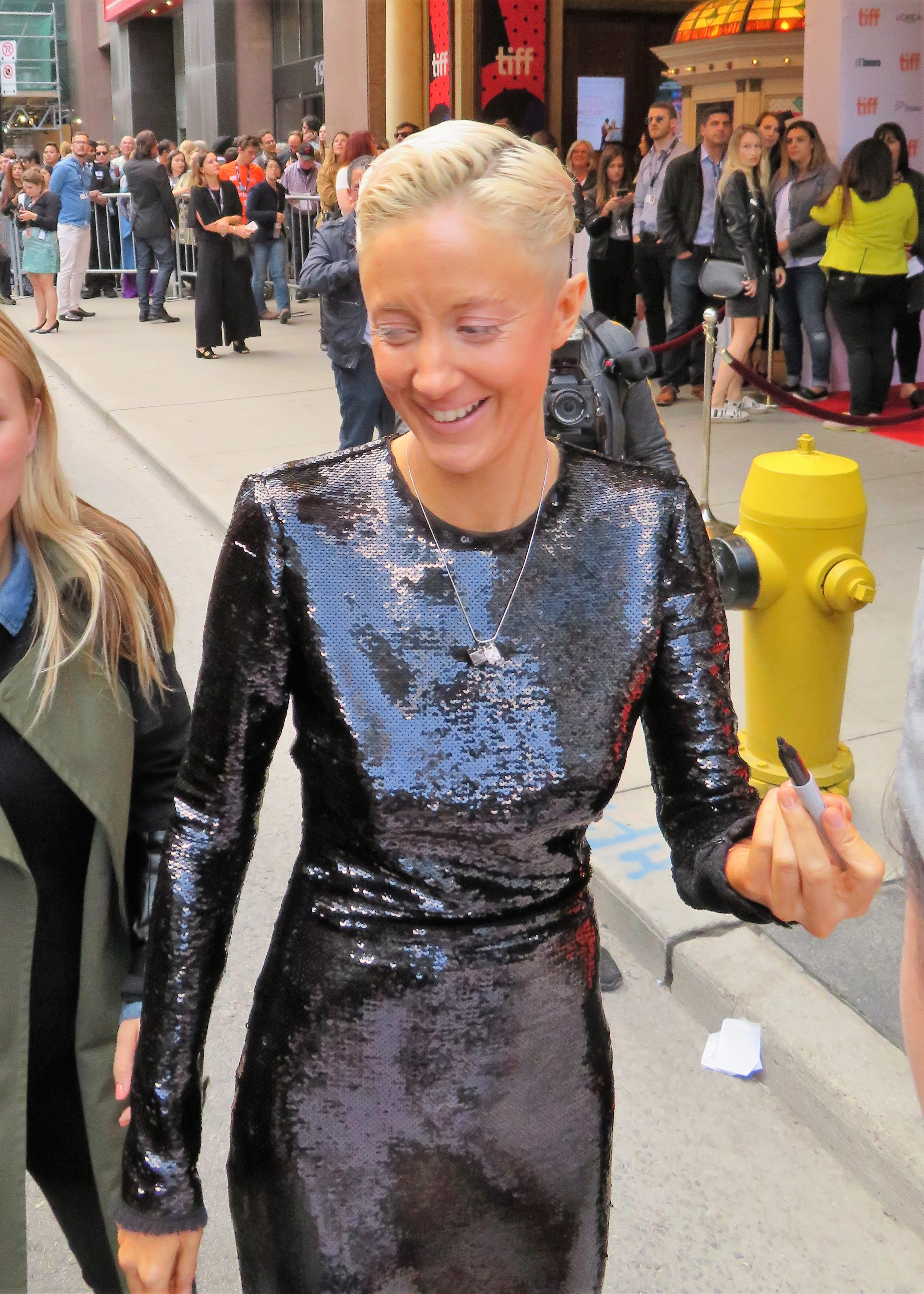
Andrea Riseborough spielt in der Titelrolle Leslie

Von den bei Rotten Tomatoes aufgeführten Kritiken sind 93 Prozent positiv bei einer durchschnittlichen Bewertung mit 7,6 von 10 möglichen Punkten. Auf Metacritic erhielt der Film einen Metascore von 84 von 100 möglichen Punkten. Immer wieder wurde dabei der brillante Cast und die phänomenale/hervorragende Leistung der Schauspielerin Andrea Riseborough hervorgehoben.
Beandrea July schreibt in der New York Times, dem Film gelinge trotz des kleinen Budgets das, was dem Film Hillbilly Elegy trotz des größeren Etats nicht gelungen sei, nämlich ein komplexes Porträt davon zu zeichnen, wie Traumata und Suchterkrankungen eine weiße Familie der Arbeiterklasse im Süden der USA heimsuchen. Regisseur Michael Morris wisse von Anfang an, was für eine Art Film er machen wollte und zeige ohne Umschweife, dass Leslie voller Fehler ist. Dies tue Drehbuchautor Ryan Binaco, ohne dem Zuschauer zu viel Zeit für eine Exposition aufzuzwingen, und er lasse keinen Platz für größere Überraschungen. Die Kameraarbeit von Larkin Seiple sei eine wahre Meisterleistung der visuellen Charakterentwicklung, so July weiter. Einige der beeindruckendsten Aufnahmen würden sich in den Szenen finden, als ein Typ versucht, Leslie in der Bar abzuschleppen, und die Kamera ihr Gesicht in Nahaufnahme mit Tiefenschärfe fokussiere, während der Rest des Bildes verschwommen ist.

### Auszeichnungen
Chicago Film Critics Association Awards 2022
- Nominierung als Beste Hauptdarstellerin (Andrea Riseborough)[18]

Gijón International Film Festival 2022
- Auszeichnung als Beste Schauspielerin mit dem AISGE Award (Andrea Riseborough)[19]

Independent Spirit Awards 2023
- Nominierung als Beste Hauptdarstellerin (Andrea Riseborough)[20]

National Board of Review Awards 2022
- Aufnahme in die Top Ten der Independentfilme[21]

Oscarverleihung 2023
- Nominierung als Beste Hauptdarstellerin (Andrea Riseborough)

Raindance Film Festival 2022
- Auszeichnung als Film of the Festival
- Auszeichnung als Beste Schauspielerin (Andrea Riseborough)[22]